# Табір Гуантанамо
Табір Гуанта́намо (англ. Guantanamo Bay detention camp) — військова в'язниця на базі ВМС США в затоці Гуантанамо, Куба. В'язниця була створена 2002 року і складається з декількох таборів, а саме: табір Дельта (англ. Camp Delta), табір Ігуана (англ. Camp Iguana), табір Екс-Рей (англ. Camp X-Ray). Використовувалася як табір для утримання полонених, запідозрених в терористичній діяльності. В'язниця в цілому, і зокрема табір Екс-Рей, піддавалася жорсткій критиці в США та інших країнах зі звинуваченнями в тортурах і знущаннях з утримуваних в'язнів. Більшість в'язнів утримувалися у в'язниці без суду і, за визнанням міжнародних правозахисних організацій, з порушеннями Гаазької конвенції. Постановою Верховного суду США від 29 червня 2006 року на в'язнів були розповсюджені умови Гаазької конвенції і був оголошений намір закрити в'язницю і перевести більш як 500 в'язнів у в'язниці на території США.

## Історична довідка
Військова база на Гуантанамо була заснована незадовго після Американо-Іспанської війни у 1898 році, після якої ця територія і острів у цілому були окуповані військами США. Затока Гуантанамо перейшла офіційно у володіння США у 1903 році за Кубинсько-Американським Договором, який був підписаний урядом Куби під загрозою військової сили. Протягом десятиріч у затоці розташовувалася база ВМС США — одна з найстаріших іноземних баз США. В кінці 20-го сторіччя база використовувалася як табір для біженців з Куби та Гаїті, яких було затримано в морі на шляху до США. Для утримання біженців з Гаїті у 1990 році тут був створений Табір Балкілі (англ. Camp Bulkeley). Трьома роками пізніше Верховний Суд США визнав Табір Балкілі незаконним і постановив, що він мусить бути закритий. Останні біженці з Гаїті залишили табір у листопаді 1995 року.
Навіть після закриття табору біженців імміграційні служби США продовжували тимчасово утримувати тут незаконних іммігрантів, перехоплених в Карибському морі. З початком американської війни в Афганістані та Іраку в 2003 році сюди почали прибувати полонені підозрювані в терористичній діяльності. 16 червня 2005 року Міністерство оборони США оголосило про спорудження нової військової в'язниці. Сума коштів, необхідних для будівництва нових споруд та сучасних систем захисту, сягнула більш як 30 мільйонів доларів.

## Структура в'язниці

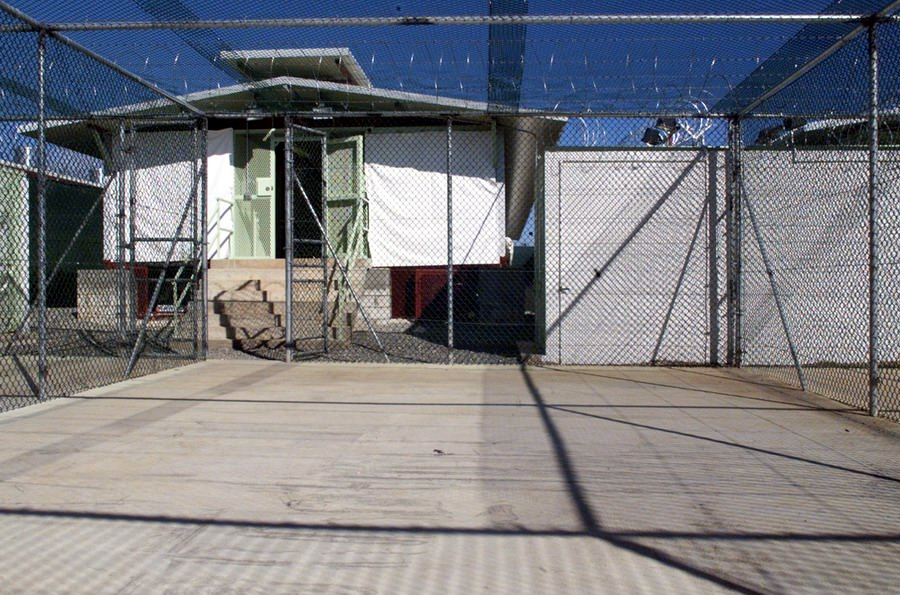
Табір Дельта. Майданчик для прогулянок та відкриті камери, вкриті завісками на задньому плані.

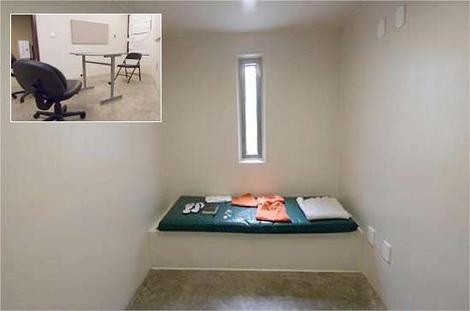
Одиночна камера в Таборі № 5 та бібліотека без книжок.

В'язниця складається з кількох таборів, а саме з таборів Дельта, Ігуана та Екс-Рей. Табір Екс-Рей (від англ. X-Ray — рентген) був першим тимчасовим табором в'язниці й відкрився 11 січня 2002 року. Дуже часто на початкових етапах розбудови ціла в'язниця називалася Екс-Рей. В таборі утримувалося близько 320 в'язнів. З квітня 2002 року цей табір був реорганізований у більший табір — Табір Дельта (англ. Camp Delta). Табір Дельта, в свою чергу, складався з шести менших таборів, таборів № 1 до № 6. В структурі Табору Дельта перебуває також Табір Еко (англ. Camp Echo) — особлива слідча тюрма та судова адміністрація. В Таборі Дельта побудовано 612 окремих відкритих камер. З усіх таборів цього підрозділу Табір № 3 вважається найсуворішим і призначений для найнебезпечніших або найважливіших в'язнів. В Таборах № 1 та № 2 утримуються в'язні, які погодилися співпрацювати зі слідством, а в Таборі № 4 утримуються найбезпечніші в'язні, проти яких у адміністрації немає жодних побоювань. Табір № 4 також має найкращі умови утримання, бібліотеку, їдальню, спортивний зал і в'язням дозволено одягатися у цивільне вбрання замість звичної помаранчевої тюремної уніформи. Табори № 5 та 6 мають камери для спеціального слідства.
Інший, найменший табір, Табір Ігуана (англ. Camp Iguana) розташований на відстані близько кілометра від основних блоків в'язниці. Тут утримувалися неповнолітні в'язні, яким не виповнилося 16 років. У 2002—2003 роках в цьому таборі утримувалося лише троє в'язнів і у 2004 вони були звільнені. З 2005 року в таборі Ігуана утримуються в'язні, яких визнано невинними в терористичній діяльності, але яких неможливо повернути на батьківщину через побоювання помсти проти них. В'язні утримуються тут поки не буде знайдена країна або місце їхньої майбутньої передислокації. В цьому таборі в'язні мають найбільш комфортні умови утримання — мешкають в кімнатах з кондиціонерами, телевізорами, мають право користуватися бібліотекою та відеоіграми. В цьому таборі також найкраще харчування з фруктами та десертом.

## Умови утримання в'язнів

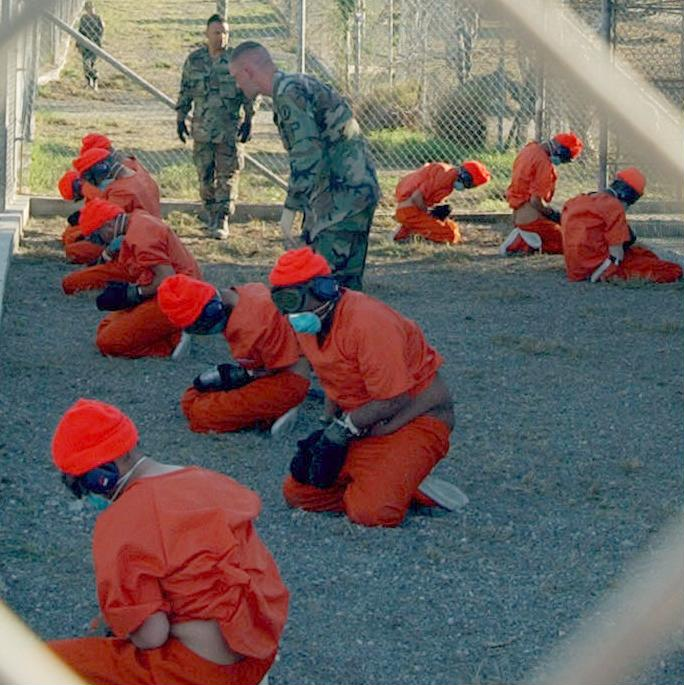
Перші в'язні у таборі Екс-Рей. 2002 рік.

Більшість в'язнів в Таборі Дельта, а раніше в Таборі Екс-Рей, утримувалися у одиночних камерах відкритого типу, схожих на маленькі вольєри та огороджених сіткою і іноді закритих завісами. В камерах цілодобово горить світло і в'язні перебувають в таких умовах майже протягом всього терміну ув'язнення. За свідченням військової адміністрації США, раціон харчування для в'язнів нічим не відрізняється від раціону американських військових на базі і вони мають доступ до однієї з найкращих систем безкоштовного медичного обслуговування. При перевезенні чи передислокації полонених в межах табору і поза ним їм зав'язують очі і надівають навушники для звукової ізоляції. На думку американських слідчих, звукова і візуальна ізоляція має зломити волю полонених і примусити їх співпрацювати зі слідством. В'язням також забороняється спілкуватися з сусідами та з охоронцями.
Деякі звільнені в'язні, зокрема ті, що ніколи не займалися терористичною діяльністю, стверджують, що вони піддавалися тортурам. Вони зазначають такі види знущання з полонених, як позбавлення сну, побиття, застосування психотропних медикаментів, довге утримання в темному карцері, примусове та довготермінове закріплення в'язнів в принижуючих та неприємних позах. Умови утримання в'язнів призвели до кількох голодувань протесту та самогубств. 10 червня 2006 року троє в'язнів, не витримавши тортур, покінчили життя самогубством. За свідченнями газети «Нью-Йорк Таймс», тільки у 2003 році було скоєно 350 спроб самогубства, деякі в'язні брали участь у спланованій акції масового самогубства. За різними оцінками, близько 200 в'язнів відмовлялися споживати їжу і їх примусово годували, застосовуючи фізичну силу та використовуючи одній й ті ж пристрої для годування на декількох полонених.
Офіційно Сполучені Штати визнали тільки трьох неповнолітніх серед утримуваних в таборі, яких пізніше перевели в значно комфортабельніші умови в Таборі Ігуана, а пізніше зовсім звільнили. Правозахисні організації, однак стверджують, що біля десяти інших підлітків утримувалися разом з дорослими. Зокрема, деякі підлітки утримувалися разом з дорослими до досягнення повноліття і таким чином проти них застосовували такі ж самі методи впливу та знущання, як і щодо інших в'язнів.

## Міжнародна критика

### Статус полонених

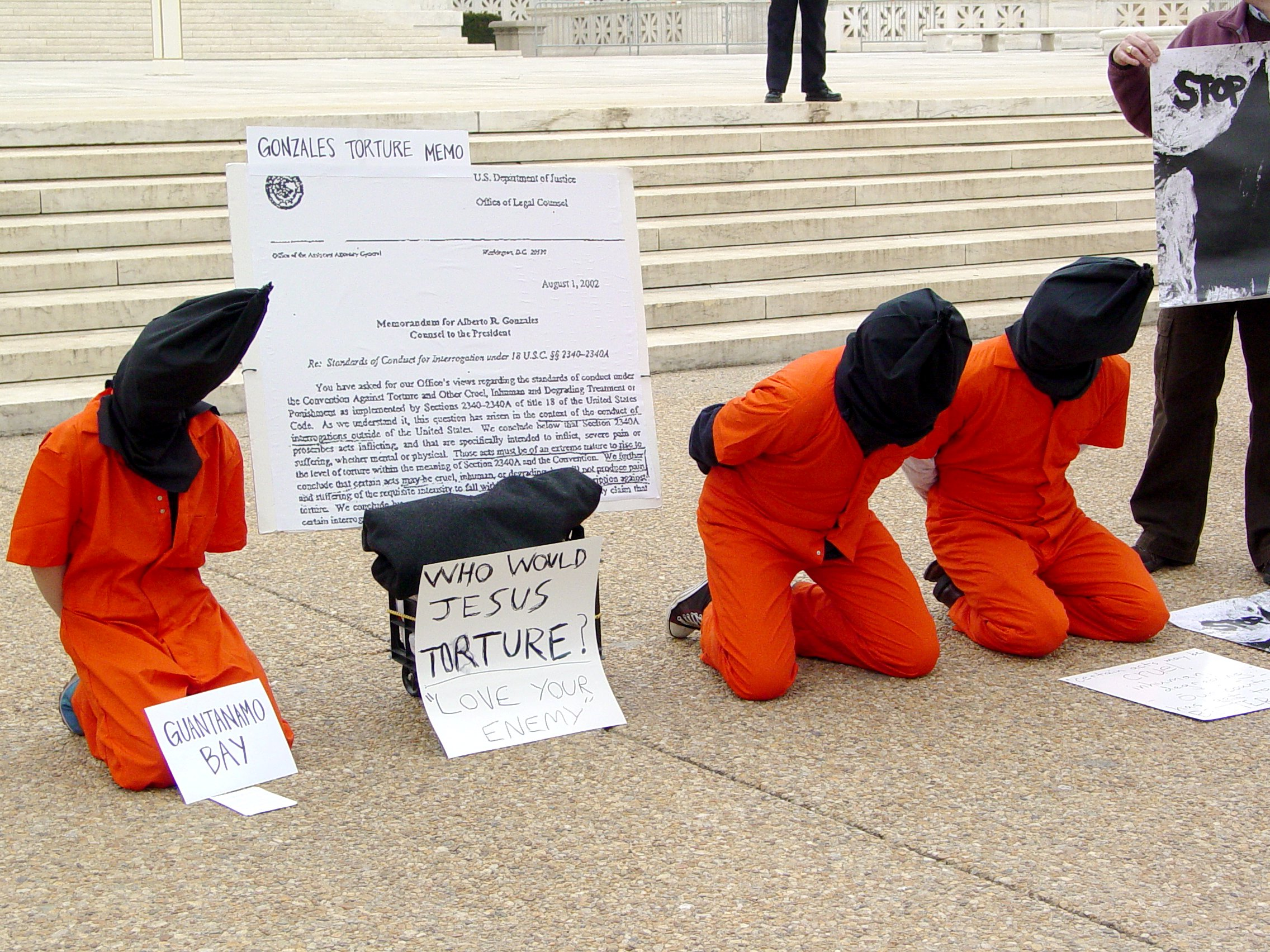
Акція протесту проти табору в Гуантанамо.

Статус полонених завжди залишався суперечливим і трактувався по різному американською адміністрацією і міжнародними організаціями. США виступали з позиції, що полонені бійці Аль-Каїди та руху Талібанів не є військовополоненими і на них не розповсюджуються правила передбачені Женевською конвенцію щодо військовополонених. Натомість США розглядають в'язнів табору як «ворожих бійців», тому що вони, на їхню думку, не відповідали низці умов Женевської конвенції. Більше того, оскільки табір розташований поза територією США, на полонених також не розповсюджувалися закони США. Таким чином, ув'язнені в таборі громадяни з 42 різних країн світу були позбавлені багатьох прав, які звичайно мали інші полонені.
В'язнів довго тримали без повідомлення представників їхніх держав про місце їхнього перебування, деяким відмовляли в допомозі адвокатів. Низка полонених звинувачували США у спонуканні місцевої влади на захоплення та передачу американським військовим часто невинних людей за винагороду. Полонених довго тримали без повідомлення їхнього статусу чи звинувачень. В'язні також стверджували, що навіть невинних та вже виправданих полонених примушували співпрацювати зі слідством і в разі відмови продовжували термін утримання.

### Критика
Умови утримання полонених в Таборі Гуантанамо та відмова поширити на них правила Женевської конвенції викликали хвилю протестів по всьому світі. Такі організації, як Міжнародна амністія та Г'юман Райтс Вотч, організували акції протесту в різних країнах. 2 травня 2005 року правозахисні організації подали в суд на міністра оборони США Дональда Рамсфельда, звинувативши його в тортурах та знущанні з полонених. Міжнародна Амністія назвала Табір у Гуантанамо «Гулагом нашого часу». Навіть американська преса піддавала критиці адміністрацію Джорджа Буша і закликали його закрити в'язницю, яка стала справжньою ганьбою США. Низка світових лідерів, включно з союзниками США, такими як Велика Британія, також закликали США закрити цю в'язницю.

## Обама та Гуантанамо
Одним з перших підписаних указів президента Обами стало розпорядження про закриття табору протягом року, бо це входило в його виборчі обіцянки. Проте указ не був виконаний. Конгрес з демократичною більшістю заблокував виділення коштів на закриття в'язниці. Було розглянуто декілька сотень індивідуальних випадків, але, по суті, положення не змінилося. В'язниця Гуантанамо як функціонувала, так і функціонує, і ближчим часом закрита не буде. Спочатку віце-президент Джо Байден, відповідаючи на питання, що стосуються цієї ситуації, заявляв, що чим більше він поглиблюється в тему, тим більше відкриває невідомих фактів. Але потім він застеріг пресу від відкриття «скриньки Пандори».